# 土佐電気鉄道1形電車
土佐電気鉄道1形電車（とさでんきてつどう1がたでんしゃ）は、土佐電気鉄道（現・とさでん交通）が、1904年の創業時に導入した路面電車車両。
6両が製造された。